# Мелиоративное
Мелиорати́вное (укр. Меліоративне) — посёлок, Мелиоративный поселковый совет, Самаровский район, Днепропетровская область, Украина. Образует Мелиоративный поселковый совет.

## Географическое положение
Посёлок городского типа Мелиоративный находится на левом берегу реки Самара
Примыкает к селу Знаменовка.
Местность вокруг представляет собой заболоченную степную территорию состоящую из тростниковых и сфагновых болот,  а также многочисленных солончаковых заливных лугов.
Через посёлок проходят автомобильные дороги М-18 (E 105), М-04 (E 50) и
железная дорога, станция Орловщина.
Поселок представляет собой многоэтажную застройку с хорошо развитой инфраструктурой.

## История
- Посёлок Мелиоративное возник в 1969 году в связи со строительством канала Днепр — Донбасс.
- 1975 год — присвоен статус посёлок городского типа.

В январе 1989 года численность населения составляла 5158 человек.
По состоянию на 1 января 2013 года численность населения составляла 4284 человек.

## Экономика
- Новомосковский завод труб и метизных изделий, ОАО.
- Новомосковский завод ЖБИ, ОАО.
- ЗАО с ИИ «Орель-Лидер».
- Новомосковский ремонтно-механический завод, ГП.
- ООО «ДВЛ Компани».

## Объекты социальной сферы
- Школа.
- Детский сад.
- Дом культуры.
- Фельдшерско-акушерский пункт.

## Галерея

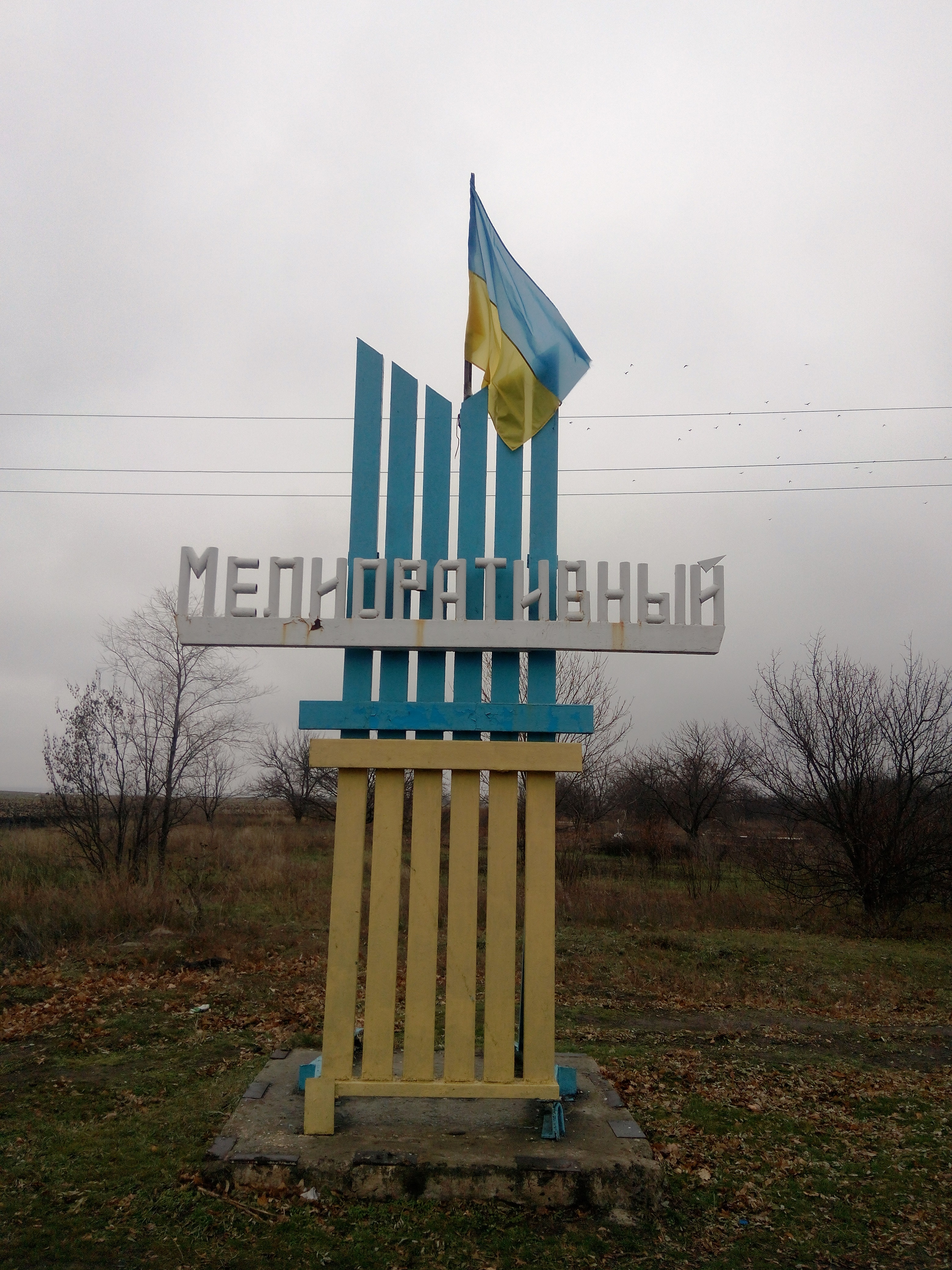
Стела на въезде в посёлок
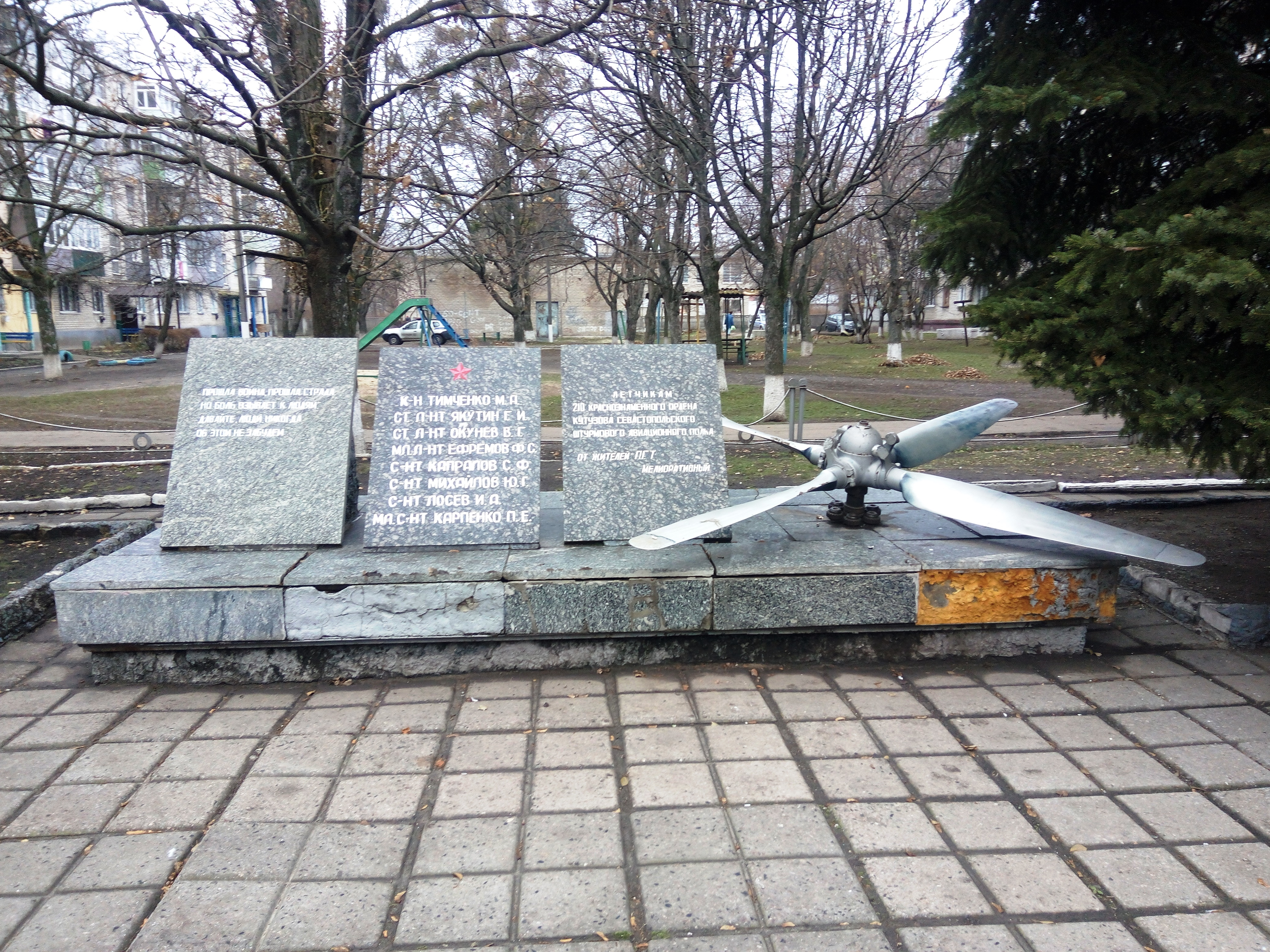
Памятник погибшим лётчикам
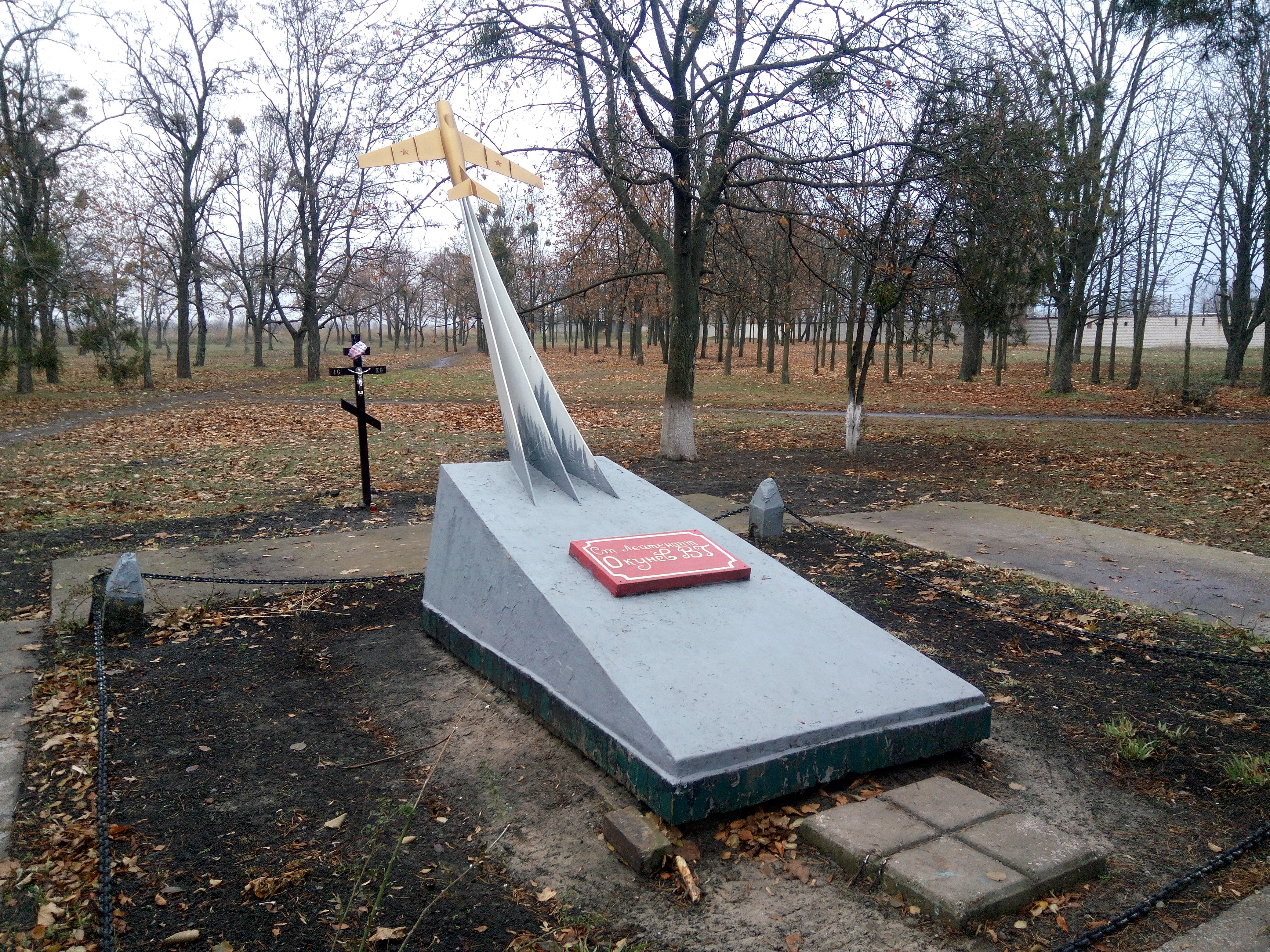
Памятник старшему лейтенанту Окунёву В.Г.
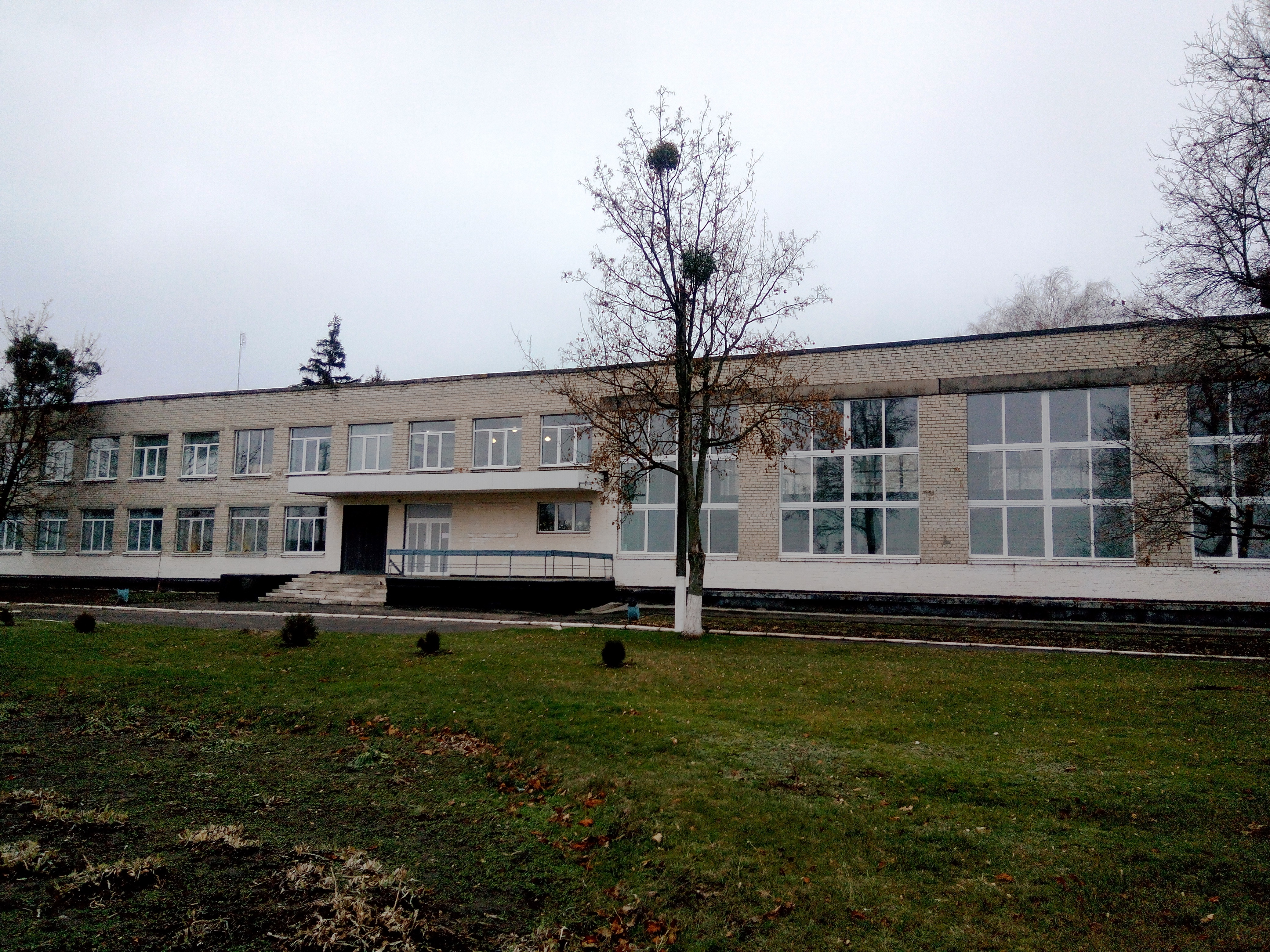
Средняя общеобразовательная школа
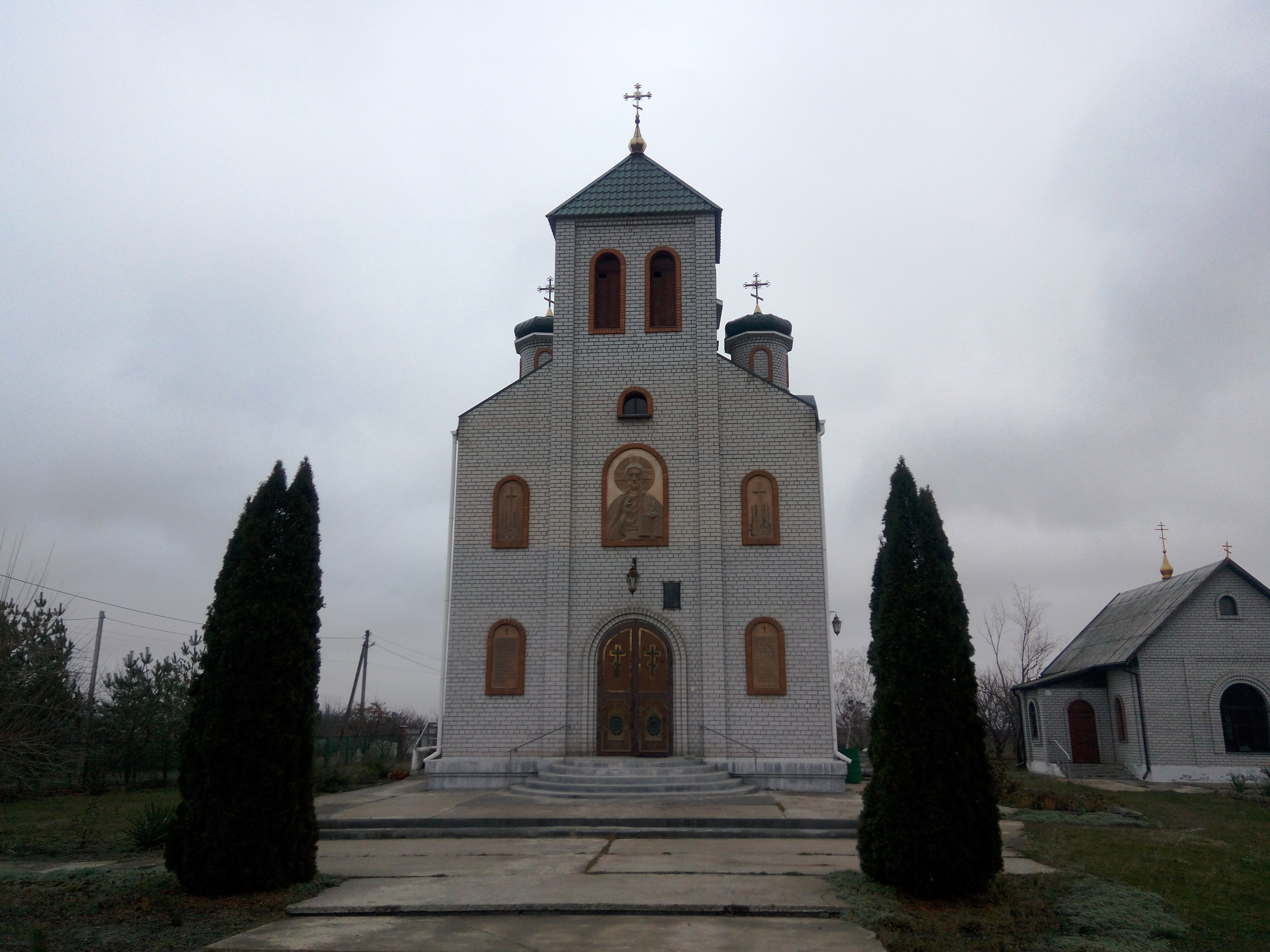
Собор Двенадцати Святых Апостолов